# 1920 no desporto

## Eventos
- 20 de abril - Abertura dos VII Jogos Olímpicos em Antuérpia.
- 2 de agosto - Afrânio da Costa é medalha de prata na Pistola Livre de 50 metros, a primeira medalha do Brasil nos Jogos Olímpicos.[1][2]
- 3 de agosto - Guilherme Paraense é medalha de ouro no Tiro Rápido de 30 metros, a primeira medalha de ouro do Brasil nos Jogos Olímpícos.[3][4]

### Automobilismo
- 31 de maio - Gaston Chevrolet é o vencedor das 500 Milhas de Indianápolis.

### Futebol SCP→
- 5 de agosto - Fundação do Grêmio Esportivo Bagé, clube de futebol do Rio Grande do Sul.
- 14 de agosto - Fundação da Portuguesa de Desportos, clube de futebol de São Paulo.

## Nascimentos
| Data            | Nome              | Profissão                                  | Nacionalidade | Observações | Ref    |
| --------------- | ----------------- | ------------------------------------------ | ------------- | ----------- | ------ |
| 8 de janeiro    | Jack Günthard     | ginasta                                    | Suíça         | m. 2016     | [ 5 ]  |
| 22 de janeiro   | Alf Ramsey        | ex-futebolista e técnico                   | Inglaterra    | m. 1999     | [ 6 ]  |
| 12 de fevereiro | Heleno de Freitas | futebolista                                | Brasil        | m. 1959     | [ 7 ]  |
| 18 de abril     | Erik Pausin       | patinador artístico                        | Áustria       | m. 1997     | [ 8 ]  |
| 20 de junho     | Hans Gerschwiler  | patinador artístico                        | Suíça         | m. 2017     | [ 9 ]  |
| 19 de agosto    | Filpo Núñez       | técnico de futebol                         | Argentina     | m. 1999     | [ 10 ] |
| 14 de setembro  | Laudo Natel       | político, empresário e dirigente esportivo | Brasil        | m. 2020     | [ 11 ] |
| 8 de outubro    | Maxi Herber       | patinadora artística                       | Alemanha      | m. 2006     | [ 12 ] |
| 25 de outubro   | Megan Taylor      | patinadora artística                       | Reino Unido   | m. 1993     | [ 13 ] |
| 28 de novembro  | Cecilia Colledge  | patinadora artística                       | Reino Unido   | m. 2008     | [ 14 ] |
| 9 de dezembro   | Bruno Ruffo       | motociclista                               | Itália        | m. 2007     | [ 15 ] |

## Mortes
| Data           | Nome              | Profissão | Nacionalidade | Observações | Ref    |
| -------------- | ----------------- | --------- | ------------- | ----------- | ------ |
| 2 de fevereiro | Wilberforce Eaves | tenista   | Reino Unido   | n. 1867     | [ 16 ] |